# Taișet
Taișet (în rusă Тайшет) este un oraș în Regiunea Irkutsk, Rusia, fiind centrul administrativ al raionului Taișet. Populația sa a fost de 34.339 de locuitori în 2013. Taișet este situat în sudul Siberiei, la  309 km est de Krasnoyarsk, 570 km nord-vest de Irkutsk și la 3.650 km est de Moscova. Taișet este un nod de cale ferată important care leagă 4 căi feroviare. De la vest la est trece magistrală feroviară transsiberiană, de la Taișet începe magistrală Baikalo-Amur, spre sud pleacă linia de cale ferată care leagă orașul Taișet cu Abakan (capitala Hakasiei) și bazinul carbonifer Kuzbass. Taișet a fost fondat în 1897, apariția sa fiind legată de construcția magistralei transsiberiene.
Începând cu 1938 în Taișet au fost construite mai multe lagăre de concentrare ale Gulagului unde erau deportate persoanele neloiale regimului comunist din URSS. Această perioadă sumbră din istoria orașului a durat aproape până în anii 1960. Pe parcursul acestei perioade, în Taișet au fost înființate 3 lagăre: TaișetLag (Тайшетлаг), IujLag (Южлаг) și OserLag (Озерлаг), numit numărul 7 cu un regim strict al detenției. Folosind gratuit munca deținuților, autoritățile comuniste sperau să construiască rapid magistrala feroviară Baikalo-Amur. În aceste lagăre au fost deportați peste o mie de români basarabeni după cel de al doilea război mondial din care au supraviețuit vreo 150 de oameni. Astfel prozatorul basarabean Mihail Curicheru a fost arestat pentru vina de a-și fi apărat limba și trimis în lagărul de la Taișet, unde a încetat din viață la 24 august 1943. O soartă similară a avut și Alexandru Terziman, decedat la Taișet pe 23 februarie 1943.  Alexei Marinat, scriitor român din Republica Moldova, a fost întemnițați în lagărul de la Taișet; el a scris despre aceasta un capitol "Amintiri din lagărul din Taișet ( regiunea Irkutsk ). 1947-1954" în cartea sa "Eu și lumea".